# Landkreis Schweinfurt
Landkreis Schweinfurt   ligger midt i  Regierungsbezirk Unterfranken i den nordvestlige del af den tyske delstat Bayern.

## Geografi
Nabolandkreise er mod nord Landkreis Bad Kissingen og Landkreis Rhön-Grabfeld, mod øst Landkreis Haßberge og  Landkreis Bamberg, mod syd Landkreis Kitzingen og Landkreis Würzburg og mod vest ligger Landkreis Main-Spessart. Den  kreisfri by Schweinfurt er helt omsluttet af landkreisen.
En del af området, mod sydøst, ligger i  Steigerwald, og mod nordøst ligger Haßberge. Floden Main løber gennem landkreisen fra øst mod vest.
Det højeste punkt er det 504 meter høje Laubhügel, der ligger i  Haßbergen. Den største sø i Unterfranken,  Ellertshäuser See, ligger i Landkreis Schweinfurt. Begge seværdigheder ligger i området under købstaden Stadtlauringen.

## Byer og kommuner
Kreisen havde 115106  indbyggere pr.  2018-12-31

| By - Gerolzhofen (6889) Købstæder (markt) 1. Oberschwarzach (1420) 2. Stadtlauringen (4066) 3. Werneck (10231) Kommuner 1. Bergrheinfeld (5315) 2. Dingolshausen (1315) 3. Dittelbrunn (7394) 4. Donnersdorf (1945) 5. Euerbach (3038) 6. Frankenwinheim (960) 7. Geldersheim (3006) 8. Gochsheim (6390) 9. Grafenrheinfeld (3396) 10. Grettstadt (4238) 11. Kolitzheim (5549) 12. Lülsfeld (827) 13. Michelau i.Steigerwald (1119) 14. Niederwerrn (7804) 15. Poppenhausen (4355) 16. Röthlein (4538) 17. Schonungen (7773) 18. Schwanfeld (1819) 19. Schwebheim (4183) 20. Sennfeld (4564) 21. Sulzheim (2010) 22. Üchtelhausen (3819) 23. Waigolshausen (2719) 24. Wasserlosen (3356) 25. Wipfeld (1068) |

- Verwaltungsgemeinschafte
  - Gerolzhofen
(Byen Gerolzhofen, købstaden Oberschwarzach, kommunerne Dingolshausen, Donnersdorf, Frankenwinheim, Lülsfeld, Michelau i.Steigerwald og Sulzheim)
  - Schwanfeld
(Kommunerne Schwanfeld og Wipfeld)

- Kommunefri områder(35,29 km²)
  - Bürgerwald (8,04 km²)
  - Geiersberg (0,79 km²)
  - Hundelshausen (11,12 km²)
  - Nonnenkloster (1,21 km²)
  - Stollbergerforst (4,18 km²)
  - Vollburg (1,46 km²)
  - Wustvieler Forst (8,49 km²)